# Geräuscharchiv
Ein Geräuscharchiv (auch: Klangarchiv, englisch: sound library) ist ein Archiv von gespeicherten Geräuschen und Klängen, die für die Weiterverarbeitung in Filmen, Hörspielen, Computerspielen und Klanginstallationen und Musik verwendet werden können.

## Begriffe
Die englischen Begriffe sound library (sound = Geräusch, Klang; library = Bibliothek) oder sample library (siehe: Sample) sind auch im deutschen Sprachraum geläufig. Darüber hinaus treten auch englisch-deutsche Kombinationen auf: Soundarchiv, Soundbibliothek, Samplebibliothek. Alle ARD-Anstalten verfügen seit den 1950er Jahren über eigene Geräuscharchive, die Teil des Schallarchivs sind.
Bei einem elektronischen Musikinstrument oder Musikprogramm können Geräusche und Klänge zu den integrierten Bestandteilen, den sogenannten „Presets“ gehören. In diesen Fällen spricht man auch von Klangbibliothek. Im Internet gibt es neben kommerziellen Archiven wie Soundarchiv,YourSounds,Sound Ideas, Soundsnap und der Vienna Symphonic Library auch einige Archive mit kostenlosem Zugriff, wie beispielsweise die Hoerspielbox, AUDIYOU, Conserve the sound (Gebrauchsgegenstände) und das Freesound Project.

## Inhalt
In der elektronischen Musik unterscheidet man zwischen Geräuscheffekten und Klängen.

### Geräuscheffekte
Quelle für Geräuscheffekte sind 
- elektronische (oder digitale) Erzeugung (Sounddesign),
- Geräuschemacher,
- Field Recordings aus realen Umgebungen oder Soundscapes (z. B. Natur, Flughafen usw.).

Verwendet werden die Geräusche zur Vertonung und Untermalung von Filmen und Videoaufnahmen oder als Effekte in der Musikproduktion (speziell der elektronischen Musik). Das charakteristische der Geräusche ist in der Regel, dass sie keinen erkennbaren Grundton und auch keine harmonischen Obertöne haben. Sie sind daher keine Klänge im musikalischen Sinn.
Gelegentlich werden Geräusche zu sogenannten Bänken zusammengefasst. Eine Bank ist dabei eine Sammlung von Klängen bzw. Geräuschen, die prinzipiell gleichzeitig über ein entsprechendes MIDI-Keyboard abgerufen werden können. Da die Geräusche jedoch keinen eindeutigen Grundton haben und musikalisch in der Regel nicht zusammenpassen, können sie aber nicht wie ein Musikinstrument gespielt werden. Die Zusammenfassung zu einer Bank hat lediglich den Sinn die unterschiedlichen Geräusche (z. B. bei einer Nachvertonung) schnell abzurufen. Bei einem üblichen 6-Oktaven-Keyboard (73 Tasten) stehen somit 73 Geräusche auf Tastendruck zum Abruf bereit.

### Klänge
Quelle für Klänge sind
- die elektronische (oder digitale) Erzeugung (Sounddesign),
- Aufnahmen von realen Musikinstrumenten (akustisch oder elektronisch),
- Aufnahmen von Gesang

In der Regel werden für ein Instrument mehrere Klänge aufgenommen ("Multi-Sample"). Je höher die Qualität (und somit der Preis) einer Klangbibliothek umso mehr Samples werden pro Instrument aufgenommen. Das Spektrum reicht dabei von einem Sample je Instrument (selten), über ein Sample je Oktave bis zu ein Sample je Halbton und mehreren Samples pro Halbton in unterschiedlicher Lautstärke. Je komplexer ein Instrument klanglich ist, umso mehr Samples sollten aufgenommen werden. Andernfalls klingen z. B. wiedergegebene Streichinstrumente außerhalb des aufgenommenen Tonbereichs unnatürlich. Darüber hinaus werden unterschiedliche Artikulationen berücksichtigt. Insbesondere bei Schlagzeugaufnahmen wird ein Instrument (z. B. Snare drum) in vielen Variationen aufgenommen (Schlagstärke, Dämpfung usw.). Meistens sind alle Klänge anhand des Kammertons gestimmt, was die Integration in eigene Musikproduktionen erleichtert. Die einzelnen Samples werden auch hier zu Bänken zusammengefasst, sodass sich der Musiker nicht über die Zuordnung der einzelnen Samples zum Keyboard Gedanken machen muss.

## Katalogisierung
Häufig besitzen Geräuscharchive ein Verzeichnis mit Metadaten, aus denen die Länge und das Aufnahmedatum hervorgeht. Es gibt Geräuscharchive im Internet mit Suchfunktionen, sowie Sammlungen auf CDs, Schallplatten oder auch Tonbändern, falls es sich um historische Aufnahmen handelt. Typische Kategorien für Aufnahmen in Archiven sind:
- Menschliche Körpergeräusche, vor allem Schritte auf verschiedenen Materialien
- Tierstimmen und -geräusche
- Hintergrundgeräusche / Atmosphären
- Wind- und Wettergeräusche
- Fahrzeugfahrgeräusche
- Klänge von Maschinen jeglicher Art
- Soundeffekte
- Historische Aufnahmen, beispielsweise Reden von Politikern

## Beispiele
- Das Museum für gefährdete Töne (engl. „Museum of Endangered Sounds“) ist ein seit Januar 2012 bestehendes virtuelles Tönemuseum, das es sich zur Aufgabe gemacht hat, Geräusche von nicht mehr hergestellten Digital- und Nichtdigitalapparaten vor dem Aussterben zu bewahren
- Der Schriftsteller, Humorist und Hörspielproduzent Heinz Strunk verfügt nach eigenen Angaben über ein umfangreiches Geräuscharchiv von Audiodateien mit Field Recordings und Samples, darunter zahlreiche Varianten menschlicher Körperäußerungen wie Blähungen und Rülpsen.[6]